# Junior Lake
Junior Lake (nacido el 27 de marzo de 1990 en San Pedro de Macorís) es un outfielder dominicano que pertenece a El Águila de Veracruz en la Liga Mexicana de Béisbol y juega para los Leones del Escogido en LIDOM . Lake jugó cuatro años en Grandes Ligas vistiendo el uniforme de los Chicago Cubs, Baltimore Orioles y Toronto Blue Jays , El 12 de mayo de 2023 se anuncia su llegada el El Águila de Veracruz procedente de Toros de Tijuana donde busca alcanzar su mejor nivel,  llega junto con los lanzadores zurdos Samuel Zazueta y Tyler Madrigal.